# Buddy Baker
Elzie Wylie Baker Jr., mer känd som Buddy Baker, född 25 januari 1941 i Florence, South Carolina, död 10 augusti 2015 i Catawba County, North Carolina, var en amerikansk racerförare. Han var son till racerföraren Buck Baker.

## Racingkarriär
Som son till Buck Baker var racing ett naturligt yrkesval för Buddy. Han gjorde sin debut i Nascar säsongen 1959 vid arton års ålder.Han tog sin första seger på Charlotte Motor Speedway 1967, och efter det kom han att bli känd som en ojämn förare som kunde vara riktigt snabb under rätt dag, men aldrig var tillräckligt jämn eller körde tillräckligt ofta för att kunna blanda i sig i någon mästerskapskamp. Faktum är att Baker bara körde alla tävlingar under tre säsonger. Hans finaste seger kom när han vann Daytona 500 säsongen 1980, vilket var det allra snabbaste Daytona 500 som någonsin körts. Han vann sin sista tävling just på Daytona i sommartävlingen 1983, men tävlade på deltid ända in på 1990-talet innan han avslutade sin karriär 1992. Tack vare sina 18 segrar och sina övriga insatser blev Baker invald i International Motorsports Hall of Fame 1995.